# Recopa asiàtica de futbol
La Recopa asiàtica de futbol fou una competició futbolística organitzada per la Confederació Asiàtica de Futbol (AFC) i que disputaven els campions de les copes domèstiques de les federacions afiliades.
S'inicià l'any 1991. El vencedor disputava la supercopa asiàtica de futbol contra el guanyador de la Copa asiàtica de clubs campions. La competició es fusionà amb la copa asiàtica de campions la temporada 2002/03 per crear la Lliga de Campions de l'AFC.

## Historial
Font:
| Temporada | Campió             | Resultat   | Finalista               |
| --------- | ------------------ | ---------- | ----------------------- |
| 2002      | Al-Hilal Al-Riyad  | 2-1 (prò.) | Jeonbuk Hyundai Motors  |
| 2001      | Al-Shabab Al-Riyad | 4-2        | Dalian Shide            |
| 2000      | Shimizu S-Pulse    | 1-0        | Al Zawraa               |
| 1999      | Al-Ittihad Jeddah  | 3-2 (prò.) | Chunnam Dragons         |
| 1998      | Al-Nassr Al-Riyad  | 1-0        | Suwon Samsung Bluewings |
| 1997      | Al-Hilal Al-Riyad  | 3-1        | Nagoya Grampus Eight    |
| 1996      | Bellmare Hiratsuka | 2-1        | Al Talaba               |
| 1995      | Yokohama Flügels   | 2-1 (prò.) | Al Sha'ab               |
| 1994      | Al-Qadisiya        | 4-2, 2-0   | South China             |
| 1993      | Yokohama Marinos   | 1-1, 1-0   | Persepolis FC           |
| 1992      | Nissan FC          | 1-1, 5-0   | Al-Nassr Al-Riyad       |
| 1991      | Persepolis F.C.    | 0-0, 1-0   | Muharraq                |

## Palmarès

### Per nació
| # | Nació               | Campions | Finalistes |
| - | ------------------- | -------- | ---------- |
| 1 | Aràbia Saudita      | 6        | 1          |
| 2 | Japó                | 5        | 1          |
| 3 | Iran                | 1        | 1          |
| 4 | Corea del Sud       | 0        | 3          |
| 5 | Iraq                | 0        | 2          |
| 6 | Bahrain             | 0        | 1          |
| 6 | R.P. de la Xina     | 0        | 1          |
| 6 | Hong Kong           | 0        | 1          |
| 6 | Emirats Àrabs Units | 0        | 1          |

### Per club
| Nació                   | Campions | Finalistes | Anys campió  | Anys finalista |
| ----------------------- | -------- | ---------- | ------------ | -------------- |
| Al-Hilal Al-Riyad       | 2        | 0          | (1997, 2002) |                |
| Yokohama F. Marinos     | 2        | 0          | (1992, 1993) |                |
| Al-Nassr Al-Riyad       | 1        | 1          | (1998)       | (1992)         |
| Persepolis              | 1        | 1          | (1991)       | (1993)         |
| Al-Shabab Al-Riyad      | 1        | 0          | (2001)       |                |
| Shimizu S-Pulse         | 1        | 0          | (2000)       |                |
| Al-Ittihad Jeddah       | 1        | 0          | (1999)       |                |
| Shonan Bellmare         | 1        | 0          | (1996)       |                |
| Yokohama Flügels        | 1        | 0          | (1995)       |                |
| Al-Qadisiya             | 1        | 0          | (1994)       |                |
| Jeonbuk Hyundai Motors  | 0        | 1          |              | (2002)         |
| Dalian Shide            | 0        | 1          |              | (2001)         |
| Al Zawraa               | 0        | 1          |              | (2000)         |
| Chunnam Dragons         | 0        | 1          |              | (1999)         |
| Suwon Samsung Bluewings | 0        | 1          |              | (1998)         |
| Nagoya Grampus Eight    | 0        | 1          |              | (1997)         |
| Al Talaba               | 0        | 1          |              | (1996)         |
| Al-Shaab                | 0        | 1          |              | (1995)         |
| South China             | 0        | 1          |              | (1994)         |
| Muharraq                | 0        | 1          |              | (1991)         |

1. ↑  Inclou Nissan FC.
2. ↑  Yokohama Flügels es fusionà amb Yokohama Marinos esdevenint Yokohama F. Marinos el 1999.